# ロロン (テレビドラマ)
『ロロン』（英語: Lolong）は、フィリピンのテレビドラマ。2022年7月4日にGMAネットワークで初公開された。

## 登場人物
ロランド「ロロン」カンデラリア
演：ルル・マドリッド